# رينيه كلير
رينيه كلير (بالفرنسية: René Clair) (مواليد 11 نوفمبر 1898 - 15 مارس 1981) المولود باسم رينيه لوسيان شوميت هو مخرج وكاتب فرنسي. بنى سمعته أولًا في عشرينيات القرن العشرين بصفته مخرجًا للسينما الصامتة التي غالبًا ما تمتزج فيها الكوميديا بالخيال. واصل إنتاج بعض أوائل الأفلام الصوتية الأكثر ابتكارًا في فرنسا، قبل الذهاب إلى الخارج للعمل في المملكة المتحدة والولايات المتحدة لأكثر من عقد من الزمان. بالعودة إلى فرنسا بعد الحرب العالمية الثانية، استمر في إنتاج أفلام اتسمت بالظرافة والفكاهة، مع عرضه في كثير من الأحيان نظرة حنين إلى الحياة الفرنسية في السنوات السابقة. رُشح عضوًا في أكاديمية اللغة الفرنسية في عام 1960. تتضمن أشهر أفلام كلير: قبعة القش الإيطالية (1928)، تحت أسقف بيوت باريس (1930)، المليون (1931)، الحرية لنا (1931)، تزوجت ساحرة (1942)، وثم لم يبقَ أحد (1945).

## نشأته
وُلد رينيه كلير ونشأ في باريس في حي لي هال، الذي تركت طبيعته الخلابة النابضة بالحياة انطباعًا دائمًا عليه. كان والده تاجر صابون، وكان لديه أخ أكبر، هنري تشوميت الذي وُلد في عام 1896. التحق بمدرسة مونتين الثانوية ومدرسة لويس الكبير الثانوية. في عام 1914، كان بصدد دراسة الفلسفة، وكان من بين أصدقائه في ذلك الحين رايموند بايل الذي أصبح الممثل والكاتب فيليب إريا. في عام 1917، في سن الثامنة عشر، خدم سائق سيارة إسعاف في الحرب العالمية الأولى، قبل أن يتعرض لإصابة في العمود الفقري. تأثر بشدة بأهوال الحرب التي شهدها، وعبر عن ذلك في كتابة مجلد من الشعر بعنوان لا تيت دو لوم (الذي بقي دون نشر). بالعودة إلى باريس بعد الحرب، بدأ حياته المهنية صحفيَا في الصحيفة اليسارية، لانترانزيجونت.

## عمله السنيمائي
بعد أن قابل مغنية المسارح الغنائية الهزلية، داميا، وكتب بعض الأغاني لها، أقنعت كلير بزيارة استوديوهات غومونت في عام 1920 حيث كان يجري تصوير تجارب الأداء لفيلم ما، ثم وافق على أخذ الدور الرئيس في فيلم لو ليس دو لا في (زنبق الحياة). اعتمد اسمه المسرحي، رينيه كلير، وأعقب ذلك العديد من الأعمال التمثيلية الأخرى، بما في ذلك فيلم باريزيت (نبات) للمخرج لويس فيلد. في عام 1922، وسّع عمله المهني بصفته صحفيًا، فأصبح محررًا لملحق فيلم جديد للمجلة الشهرية، تياتري إت كوميديا إلوستري. زار بلجيكا أيضًا، وبعد توصية من أخيه هنري، أصبح مساعدًا للمخرج جاك دو بارونسيلي في عدة أفلام.

### 1924-1934
في عام 1924، بدعم من المنتج هنري ديامانت بيرغر، حصل كلير على فرصة إخراج فيلمه الأول، باريس كي دور (الأشعة المجنونة أو باريس النائمة)، وهو خيال كوميدي قصير. لكن قبل عرض الفيلم، طلب فرانسيس بيكابيا وإيريك ساتيه من كلير أن يعمل فيلمًا قصيرًا ليُعرض ضمن رقصتهم الباليه الدادائية، رولاش، فأنتج فيلم إنتراكت (استراحة) عام 1924، الذي عزز كلير بصفته عضوًا بارزًا في الطليعية الباريسية.
كان الخيال والأحلام أيضًا من عناصر فيلميه المقبليْن، ولكن في عام 1926، اتخذ كلير اتجاهًا جديدًا عندما انضم إلى شركة ألكسندر كامينكا، أفلام ألباتروس، لتصوير قصة درامية، بعنوان لا برو دي فونت (فريسة الرياح)، وقد لاقت نجاحًا تجاريًا. ظل في شركة ألباتروس لأجل فيلميه الصامتين الأخيرين: آن شابو دو بالي ديتالي (قبعة القش الإيطالية)، ولي دو تيميد (روحان جبانان) (كلاهما في عام 1928)، الذي سعى فيهما في الأساس إلى ترجمة الكوميديا الكلامية لمسرحيتي لابيتشي إلى أعمال سينما صامتة. في أثناء بقائه مع ألباتروس، التقى كلير بالمصمم لازار ميرسون والمصور جورج بيرينال اللذين كان من المقرر أن يبقيا متعاونين مهمين معه في العقد المقبل. مع نهاية العصر الصامت، احتُفل بكلير باعتباره أحد الأسماء العظيمة في السينما، إلى جانب كل من غريفيث، تشابلن، بابست، وآيزنشتاين. بصفته مؤلفًا لكل نصوصه، ولأنه أولى اهتمامًا كبيرًا أيضًا لكل جانب من جوانب صناعة الفيلم، بما في ذلك التحرير، كان كلير من أوائل صانعي الأفلام الفرنسيين الذي أقام بمفرده الدور الكامل لمؤلف.
كان كلير متشككًا في البداية في إدخال الصوت إلى الأفلام، ووصفه بأنه «صنع غير طبيعي». أدرك لاحقًا الاحتمالات الخلاقة التي يقدمها، وخصوصًا، حسب رأيه، إذا لم يُستخدم الصوت بشكل واقعي، فالكلمات والصور لا تحتاج -ولا ينبغي لها- أن تُربط معًا في ازدواجية معلومات غير متقنة، والحوار لا يلزم سمعه دائمًا. بين عامي 1930 و1933، استكشف كلير هذه الأفكار في أول أربعة أفلام صوتية له، بدءًا من فيلم سو لي توات دي باريس (تحت أسقف بيوت باريس)  ثم أعقب ذلك فيلم المليون (1931)، آ نو لا ليبرتي (الحرية لنا) (1931)، وكتورز جوليت (يوم الباستيل) (1933). صورت كل هذه الأفلام نظرة عاطفية ومثالية لحياة الطبقة العاملة، وبذلوا الكثير لخلق صورة رومانسية شعبية لباريس التي شوهدت في مختلف أنحاء العالم. أنتِجت هذه الأفلام في استوديوهات إبيناي للأفلام سونوريس توبيس، وهي شركة فرنسية تابعة لشركة توبيس الألمانية.
عندما عمل تشابلن على فيلم الأزمنة الحديثة في عام 1936، لوحظ أن بعض أجزاء منه تشابهت مع المشاهد في فيلم الحرية لنا، وشنت شركة الإنتاج توبيس دعوى قضائية للسرقة الأدبية ضد شركة يونايتد آرتيستس، منتجي فيلم تشابلن. شعر كلير بالإحراج من ذلك، إذ اعترف بدينه الخاص لروح تشابلن، ورفض الارتباط بهذا الفعل.
بعد النجاح الهائل الذي حققته هذه الأفلام الصوتية الباكرة، واجه كلير نكسة كبيرة عندما فشل فيلمه المقبل الملياردير الأخير (1934) فشلًا تجاريًا حرجًا. خلال زيارته للندن لحضور العرض البريطاني الأول للفيلم، التقى بألكسندر كوردا الذي عرض عليه عقد عمل في إنجلترا. قبِل العرض وبدأ فترة نفي طويلة من صناعة الأفلام في فرنسا.

### 1935-1946
استمر عقد كلير مع شركة كوردا، أفلام لندن، لمدة عامين، وكان من المتوقع إنتاج ثلاثة أفلام. نظرًا إلى قصور لغته الإنجليزية، تعاون مع المؤلف الدرامي الأمريكي روبرت إي شيروود ليكون كاتب سيناريو لفيلمه الأول، الشبح يذهب إلى الغرب (1935)، وهو خيال كوميدي عن صراع الثقافة عبر المحيط الأطلسي. أصبح كلير وشيروود صديقين حميمين. في يناير 1936، زار كلير أمريكا مدة أسبوعين، مستكشفًا في فرص العمل في المستقبل ولكنه كان مل يزال يخطط للبقاء مع كوردا. مع ذلك، رفض كوردا النص التالي لكلير وفصلوا الشراكة. لم يحصد الوقت المتبقي لكلير في إنجلترا سوى فيلم واحد فقط، إعلان الأخبار (1938)، وهو كوميديا موسيقية مع جاك بوشنان وموريس شيفالييه.

## وصلات خارجية
- رينيه كلير على موقع IMDb (الإنجليزية)
- رينيه كلير على موقع الموسوعة البريطانية (الإنجليزية)
- رينيه كلير على موقع مونزينجر (الألمانية)
- رينيه كلير على موقع ألو سيني (الفرنسية)
- رينيه كلير على موقع ميوزك برينز (الإنجليزية)
- رينيه كلير على موقع تيرنر كلاسيك موفيز (الإنجليزية)
- رينيه كلير على موقع تيرنر كلاسيك موفيز (الإنجليزية)
- رينيه كلير على موقع أول موفي (الإنجليزية)
- رينيه كلير على موقع قاعدة بيانات برودواي على الإنترنت (الإنجليزية)
- رينيه كلير على موقع قاعدة بيانات الأفلام السويدية (السويدية)
- René Clair في قاعدة بيانات الأفلام على الإنترنت
- Bibliography of books and articles about Rene Clair via UC Berkeley Media Resources center